# Corriverton
Corriverton ist die östlichste Stadt Guyanas. Sie liegt in der Provinz East Berbice-Corentyne an der Mündung des Corantijn in den Atlantik. Corriverton ist ein Zusammenschluss aus den früheren Städten Springlands und Skeldon. Eine Fähre verbindet Corriverton mit der am anderen Ufer liegenden surinamischen Grenzstadt Nieuw-Nickerie.

## Bevölkerung
Nach dem Census von 2012 hat Corriverton 11.386 Einwohner. Die gemischte Bevölkerung besteht vorwiegend aus Hindus, Christen und Muslimen und die Architektur der Stadt wird auch durch ihre Tempel, Kirchen und Moscheen geprägt.

## Wirtschaft
Die Umgebung der Stadt ist geprägt von der Küstenlandwirtschaft mit dem Anbau von Zuckerrohr und Reis sowie Viehzucht. Diese Produkte werden in der Stadt gehandelt.

## Nachweise
1. ↑  citypopulation: Guyana, abgerufen am 20. November 2017